# Jean-Pierre Chazal
Jean-Pierre Chazal (Pont-Saint-Esprit, 1 maart 1766 - Brussel, 23 april 1840) was een Frans politicus.

## Levensloop
Voor de Franse Revolutie was Chazal advocaat in Toulouse. Hij werd door het departement van de Gard verkozen tot lid van de Convention. In januari 1793 stemde hij voor de terdoodveroordeling van koning Lodewijk XVI, mits de stelling te ondersteunen dat hierin uitstel moest worden verleend. Hij hield zich tijdens de Terreur gedeisd, maar na de dood van Robespierre ageerde hij met heftigheid tegen de jacobijnen, onder meer tegen Bertrand Barère de Vieuzac.
Herkozen in de Raad van Vijfhonderd, werd hij er voorzitter van (23 september - 22 oktober 1799) en steunde hij het Directoire. Tijdens de staatsgreep van 18 Brumaire an VIII (9 november 1799) had hij de goede reflex om zijn opvolger Lucien Bonaparte, die in paniek Napoleon ging bijstaan, te vervangen en te verhinderen dat de Bonapartes buiten de wet zouden gesteld worden. Aan zijn behendigheid werd het succes van de staatsgreep toegeschreven. Hij werd lid van de commissie die de grondwet van het jaar VIII uitschreef.
Hij werd lid van het Tribunaat en tegen de verwachtingen ontpopte hij er zich tot opposant. Hij werd dan ook bij de eerste gelegenheid ver van Parijs benoemd. In september 1802 werd hij prefect van de Hautes-Pyrénées benoemd en bleef dit tot in 1813. Hij werd vervolgens prefect van de Hautes-Alpes. Ondertussen was hij in 1810 bevorderd tot baron d'Empire. Tijdens de Honderd Dagen aanvaardde hij de prefectuur van Finistère.
Na de terugkeer van Lodewijk XVIII werd hij derhalve vervolgd als regicide en vluchtte naar België. Hij vestigde zich als handelaar in Brussel. In juli 1830 mocht hij, dankzij de Julirevolutie naar Parijs terugkeren. Hij werd hersteld in zijn functie van prefect, maar meteen op pensioen gesteld. Hij keerde naar Brussel terug, waar hij, wellicht seniel geworden (volgens Baudot), overleed.
In de rapporten die over hem tijdens het keizerrijk werden gemaakt, stond vermeld dat hij trouw was aan de keizerlijke regering en zich uitstekend inzette in dienst van het leger. Maar wat betreft zijn relaties met de bevolking werd hij beschreven als hooghartig en onvriendelijk, zodat hij niet graag gezien was en op weinig achting kon rekenen.
Zijn zoon Pierre Emmanuel Félix Chazal werd Belg, nam deel aan de Belgische Revolutie, bouwde een carrière op in het leger en werd generaal. Vervolgens werd hij ook nog Belgisch minister van Oorlog.